# Jules Eugène Vidal
Pour les articles homonymes, voir Vidal.
Jules Eugène Vidal, né le 9 juin 1914 à Anglès et mort le 9 mars 2020 à Saint-Ouen-sur-Seine, est un botaniste français,.
Il s'est spécialisé dans l'étude de la flore de l'Asie : Cambodge, Laos, Vietnam, et conjointement avec son épouse, la biologiste Yvette Vidal, dans l'exploration de ces zones tropicales.

## Œuvres
- Jules Eugène Vidal. 1997a. Paysages végétaux et plantes de la péninsule indochinoise. Économie et développement. Éditeur : Karthala, 245 p.  (ISBN 2865377792)
- bouakhaykhone Svengsuksa, jules eugène Vidal, philippe Morat. 1997b. Les Diptérocarpacées du Laos : adaptation de Flore du Cambodge, du Laos, et du Vietnam. Éditeur : Université nationale du Laos, 58 p.
- nguyên tiên Hiêp, jules eugène Vidal. 1996. Gymnospermae: Cycadaceae, Pinaceae, Taxodiaceae, Cupressaceae, Podocarpaceae, Cephalotaxaceae, Taxaceae, Gnetaceae.  (ISBN 2-85654-202-6)
- Pauline Dy Phon, jules eugène Vidal, hiroyoshi Ōhashi. 1994. Flore du Cambodge, du Laos et du Viêt-Nam. 27. Léguminosae (Fabaceae), Papilionoideae, Desmodieae. Volume 27 de Flore du Cambodge, du Laos et du Viêtnam. Éditeur : Muséum national d'histoire naturelle, 153 p.  (ISBN 2856541992)
- hoàng hộ Phạm, boua khay khone Svengsuksa, chi-ming Hu, ph Morat, jules eugène Vidal. 1992. Flore du Cambodge, du Laos et du Viêtnam: (révision de la Flore générale de l'Indochine). Volume 26 de Flore du Cambodge, du Laos et du Viêtnam. Éditeurs : Lab. de Phanérogamie (Paris), Muséum national d'histoire naturelle (Paris). 207 p.  (ISBN 2856541941)
- t. Smitinand, jules eugène Vidal. 1990. Diptérocarpacées.  (ISBN 2-85654-189-5)
- jules eugène Vidal, y. Vidal, pham hoang Ho. 1988. Bibliographie Botanique Indochinoise de 1970 à 1985 : Documents pour la Flore du Cambodge, du Laos et du Vietnam. Muséum national d'histoire naturelle, Lab. de Phanérogamie, Paris. Association de botanique tropicale.  (ISBN 2-85654-200-X)
- t. Santisuk, jules eugène Vidal. 1985. Bignoniacées.  (ISBN 2-85654-175-5)
- kai Larsen, supee saksuwan Larsen, jules eugène Vidal. 1984. Flora of Thailand: Leguminosae - Caesalpinioideae. Volume 4, Partie 1. Éditeur : The Forest Herbarium, Royal Forest Department, 129 p.
- kai Larsen, supee saksuwan Larsen, jules eugène Vidal. 1980. Légumineuses-Césalpinioïdées. Partie 18 de Flore du Cambodge, du Laos et du Viêtnam. Éditeur :  Muséum national d'histoire naturelle, 227 p.  (ISBN 2856541585)
- jules eugène Vidal. 1978. Contribution to the generic delimitation of the tribe Caesalpinieae: paper read at the International Legume Conference, Kew. 5 p.
- jules eugène Vidal. 1972. Bibliographie botanique indochinoise. Éditeur : Société des imprimeries et librairies indochinoises, 90 p.
- jules eugène Vidal. 1971. Ethnobotanique indochinoise : aspects, bilan et perspectives. Réimpression. 3 p.
- jules eugène Vidal. 1970. Rosaceae. 44 p.
- jules eugène Vidal, g. Martel, s. Lewitz. 1969. Notes ethnobotaniques sur quelques plantes en usage au Cambodge
- jules eugène Vidal. 1967. Notes ethnobotaniques abrégées sur quelques plantes du Cambodge. Éditeur : Muséum national d'histoire naturelle, 46 p.
- jules eugène Vidal. 1963. Les Plantes utiles du Laos : Cryptogames, gymnospermes, Monocotylédones. Volumes 6-10 et volumes 1959-1963 du Journal d'agriculture tropicale et de botanique appliquée. Éditeur : Muséum national d'histoire naturelle, 139 p.
- jules eugène Vidal. 1960. La végétation du Laos: Groupements végétaux et flore. Vol. 1 de Travaux du Laboratoire Forestier de Toulouse. Tome 5, section 1. Éditeur : Les Artisans de l'imprimerie Douladoure, 11 p.
- jules eugène Vidal. 1959. Noms vernaculaires de plantes (Lao, Mèo, Kha) en usage au Laos. Éditeur : École française d'Extrême-Orient, 173 p.

## Éponymie
- (Arecaceae) Rhapis vidalii Aver., T.H.Nguyên & P.K.Lôc[4]